# 아리지시모촌
아리지시모촌(일본어: 有路下村)은 일본 교토부 가사군에 설치되었던 촌이다.